# Glay (album)
GLAY – jedenasty album japońskiego zespołu Glay wydany 13 października 2010 roku przez Lover Soul Music & Associates/For Life Music.

## Lista utworów
1. Shikina (jap. シキナ)
2. Kegarenaki Season (jap. 汚れなきSEASON)
3. Wasted Time
4. Haruka... (jap. 遥か…)
5. Apologize
6. Tsuki no Yoru ni (jap. 月の夜に)
7. Kaze ni Hitori (jap. 風にひとり)
8. Precious
9. Satellite of Love
10. Chelsea